# Apporterende hunde
Apporterende hunde er en gruppe af jagthunde, hvis primære opgave ligger i apportering af vildt efter skuddet. Racerne, der anvendes på jagt i Danmark, er bl.a. Labrador retriever, golden retriever og Nova Scotia duck tolling retriever.